# Greenideoida longirostrum
Greenideoida longirostrum är en insektsart som beskrevs av Zhang, D. och Ge-Xia Qiao 2007. Greenideoida longirostrum ingår i släktet Greenideoida och familjen långrörsbladlöss. Inga underarter finns listade i Catalogue of Life.